# Mandarinoïta
La mandarinoïta és un mineral de la classe dels òxids. Rep el seu nom en honor de Joseph Anthony Mandarino (1929-2007), mineralogista americano-canadenc, ex curador de mineralogia del Museu Reial d'Ontario, a Toronto, per les seves excel·lents contribucions a la mineralogia, "en particular, pels punts de vista que ha proporcionat en les relacions de la regla de Gladstone-Dale". També ha contribuït en gran manera a la formalització de la sistemàtica mineral com a president de la CNMMN de l'IMA.

## Característiques
La mandarinoïta és un òxid de fórmula química Fe³⁺₂(SeO₃)₃(H₂O)₃⋅₃H₂O. Cristal·litza en el sistema monoclínic. Els cristalls són en forma de punta d'espasa, en rosetes i agregats subparal·lels. La seva duresa a l'escala de Mohs és 2,5.
Segons la classificació de Nickel-Strunz, la mandarinoïta pertany a «04.JH - Selenits sense anions addicionals, amb H₂O» juntament amb els següents minerals: calcomenita, ahlfeldita, clinocalcomenita, cobaltomenita, orlandiïta i larissaïta.

## Formació i jaciments
És un mineral secundari trobat a les zones oxidades de dipòsits de seleni que contenen ferro, format per l'oxidació de la penroseïta i la pirita. Va ser descoberta l'any 1978 a la mina Virgen de Surumi, al canyó de Pakajake, a la província de Chayanta del Departament de Potosí (Bolívia).